# Castilleja papilionacea
Castilleja papilionacea är en snyltrotsväxtart som beskrevs av Guy L. Nesom. Castilleja papilionacea ingår i släktet målarborstar, och familjen snyltrotsväxter. Inga underarter finns listade i Catalogue of Life.